# أوليفيا باسكال
أوليفيا باسكال (بالألمانية: Olivia Pascal)‏ هي ممثلة ألمانية، ولدت في 26 مايو 1957 بميونخ في ألمانيا.

## وصلات خارجية
- أوليفيا باسكال على موقع IMDb (الإنجليزية)
- أوليفيا باسكال على موقع ألو سيني (الفرنسية)
- أوليفيا باسكال على موقع أول موفي (الإنجليزية)
- أوليفيا باسكال على موقع قاعدة بيانات الأفلام السويدية (السويدية)
- أوليفيا باسكال على موقع ديسكوغز (الإنجليزية)
- أوليفيا باسكال على موقع قاعدة بيانات الفيلم (الإنجليزية)
- أوليفيا باسكال على موقع كينوبويسك (الروسية)